# Antiporus willyamsi
Antiporus willyamsi är en skalbaggsart som beskrevs av Watts 1997. Antiporus willyamsi ingår i släktet Antiporus och familjen dykare. Inga underarter finns listade i Catalogue of Life.